# Néstor Camacho
Néstor Abrahan Camacho Ledesma (Villa Florida, 15 ottobre 1987) è un calciatore paraguaiano, centrocampista del Club Guarani.

## Carriera

### Club
Dopo aver giocato in patria fino al 2011, si trasferisce in Argentina, al Newell's Old Boys; in seguito gioca in Colombia al Deportivo Cali ed in Brasile all'Avaí, per poi tornare nuovamente a giocare nella prima divisione paraguaiana.

### Nazionale
Tra il 2010 ed il 2018 ha segnato un gol in 9 presenze con la nazionale paraguaiana.

## Palmarès

### Club

#### Competizioni nazionali
- Campionato paraguaiano: 9

Libertad: 2007, Apertura 2008, Clausura 2008
Olimpia: Apertura 2018, Clausura 2018, Apertura 2019, Clausura 2019, Clausura 2020
Guarani: Clausura 2016
- Súper Liga: 1

Deportivo Cali: 2014